# Heinrich Sperling
Heinrich Sperling (* 23. März 1844 in Warnkenhagen; † 20. Juni 1924 in Berlin) war ein deutscher Figuren- und besonders Tiermaler.

## Leben

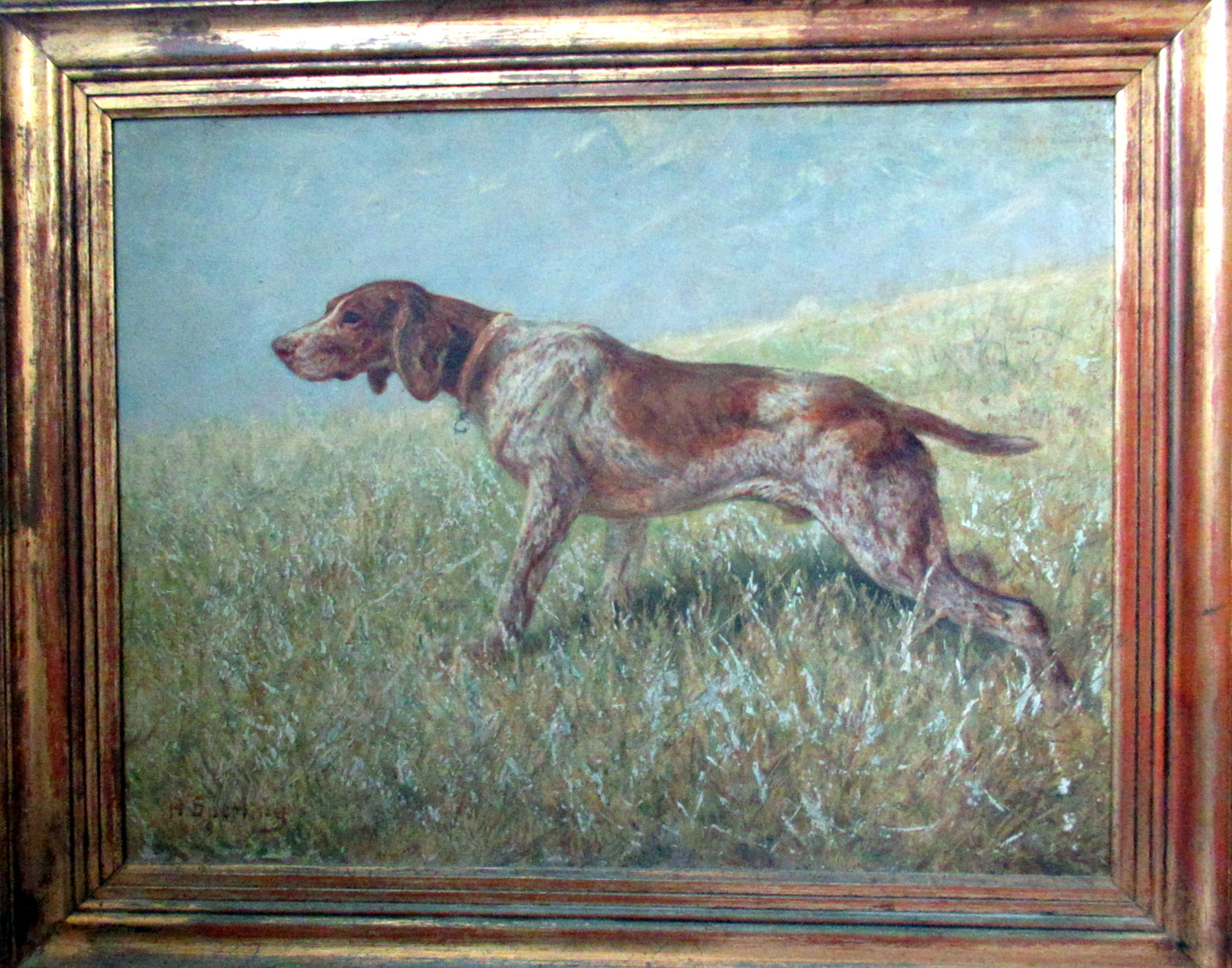
Hund, Ölgemälde aus einer Privatsammlung in São Paulo, Brasilien

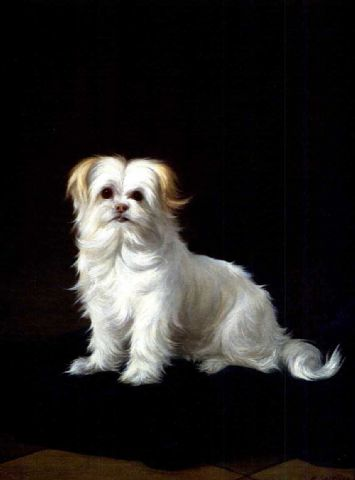
Malteser, 1884

Heinrich Sperling studierte zunächst an der Akademie in Dresden und anschließend ab 1869 bei Carl Steffeck und Paul Friedrich Meyerheim in Berlin. 1893 wurde er Professor. Seine letzte Ruhestätte befindet sich auf dem Südwestkirchhof Stahnsdorf. Sein Sohn Claus Sperling wurde ebenfalls Maler.

„Kaum eine Jagdzeitschrift der damaligen Zeit, wohl auch unseres Jahrhunderts, enthielt nicht das eine oder andere Jagdhundebild von Sperling. Sein künstlerisches Schaffen beschränkte sich jedoch nicht nur auf Jagdhunde; er malte auch beispielsweise die Hunde der kaiserlichen Familie.“

## Werke (Auswahl)
- Der König, Kopf eines prämierten Seidenpinschers (Aquarell)[1]
- Männe und Minne 1905 (zwei Dachshunde, Ölgemälde)[2]
- Der Störenfried (Mops mit Hirschkäfer, Pastell)[2]